# قاسي الطويل
قاسي الطويل هو موقع لاستخراج الغاز، يقع في بلدية حاسي مسعود، في ولاية ورقلة، جنوب الجزائر.

## الاكتشاف
يتكون الحقل من عدة أجزاء:
- نزلاء الشمال: اكتشف عام 1958، حُفرت 10 آبار للنفط والغاز.
- نزلاء الجنوب: اكتشف عام 1958، حُفرت 32 بئرًا للغاز.
- حاسي الطوارق الشمالي: اكتشف عام 1959، حُفرت 8 آبار للغاز.
- حاسي الطوارق الجنوبي: اكتشف عام 1959، حُفرت 6 آبار للغاز.
- قاسي طويل: اكتشف عام 1961، حُفر 83 بئرًا للنفط والغاز.
- حاسي شرقي الشمالي: اكتشف عام 1962، حُفرت بئر واحد للنفط.
- حاسي شرقي الجنوبي: اكتشف عام 1962، حُفرت 9 آبار للنفط.
- برايدز: اكتشف عام 1958، حُفر 14 بئرًا للغاز.
- توال: اكتشف عام 1958، حُفرت 18 بئرًا للغاز والمكثفات.
- ريك: اكتشف عام 1977، حُفر بئر واحد للغاز.
- قاسي القدم: اكتشف عام 1967، حُفرت 6 آبار للغاز.

## حريق 1961
في 9 نوفمبر 1961، اشتعلت شعلة عملاقة يزيد ارتفاعها عن مئة وخمسين مترًا. ولم تفلح الطريقة المعتادة لإطفائها بإحداث انفجار قريب يطفئ اللهب، حيث كان لتنفيذ ذلك، وجب رش الماء باستمرار، ونظرًا لندرة المياه، وجب حفر آبار في الصحراء. على مسافة 200 كيلومتر، تحول الليل إلى لون أحمر. جميع شركات النفط المجاورة وحتى الفنيين القادمين من أمريكا درسوا وسائل إخماد هذا الينبوع الناري الذي لا يمكن الاقتراب منه، والذي يستهلك يوميًا عشرة ملايين متر مكعب من الغاز.  ولم يُخمد إلا في 28 أبريل 1962، أي قبل الاستقلال بثلاثة أشهر. وكان لا بد من استدعاء «رجل الإطفاء الطائر»، الأمريكي ريد أدير، لاحتواء اللهب العملاق. وأصبح يعرف باسم ولاعة الشيطان (بالإنجليزية: the Devil’s Cigarette Lighter)‏